# NGC 5913
NGC 5913 (другие обозначения — UGC 9818, MCG 0-39-21, ZWG 21.79, KARA 669, IRAS15183-0223, PGC 54761) — спиральная галактика с перемычкой (SBa) в созвездии Змея.
Этот объект входит в число перечисленных в оригинальной редакции «Нового общего каталога».